# Cotylopus rubripinnis
A Cotylopus rubripinnis a csontos halak (Osteichthyes) főosztályának a sugarasúszójú halak (Actinopterygii) osztályába, ezen belül a sügéralakúak (Perciformes) rendjébe, a gébfélék (Gobiidae) családjába és a Sicydiinae alcsaládjába tartozó faj.

## Előfordulása
A Cotylopus rubripinnis előfordulási területe a következő szigeteken van: Mayotte, Comore, Mahéli és Anjouan.

## Megjelenése
E halfaj hímje 4,8, míg a nősténye 4,9 centiméter hosszú. A hátúszóján 7 tüske és 9-10 sugár, míg a farok alatti úszóján 1 tüske és 10 sugár ül. A halnak hosszúkás és karcsú teste van. A második hátúszó és a farok alatti úszó között a test elvékonyodik. A mellúszók a narancssárgától a vörösig változnak. A hátúszók és a farokúszó is narancssárga vagy vörös, fekete sugarakkal; továbbá a farokúszó felső szélén egy fekete sáv húzódik. A test hátsó fele sárgás vagy vöröses.

## Életmódja
Trópusi halfaj, amely e szigetek édesvizeiben él. Főleg a fenék közelében tartózkodik.